# Gloria Moure
Gloria Moure Cao (n. 1946) es una historiadora del arte, crítica, comisaria y editora española. Vive en Barcelona.

## Biografía
Estudió Historia del Arte en la Facultad de Filosofía y Letras de la Universidad de Barcelona, donde obtuvo el doctorado con la tesis La discontinuidad contemporánea del arte moderno. Acotaciones a la obra de Sigmar Polke. Inició su trayectoria profesional en 1977 como comisaria independiente con la exposición Richard Hamilton – Dieter Roth en la Fundació Joan Miró de Barcelona. En 1984 comisarió la gran retrospectiva de Marcel Duchamp (Fundació Miró, Barcelona; la Caixa, Madrid y Ludwig Museum, Colonia), la quinta realizada después de las del Pasadena Art Museum (ahora Norton Simon Museum, 1963), Tate Gallery (1966), Philadelphia Museum of Art (1973) que luego itineró al Museum of Modern Art de Nueva York, y al Art Institute of Chicago y, por último, del Centre national d'art et de culture Georges Pompidou (1977). 
Ha sido directora de la Fundació Espai Poblenou en Barcelona desde su inauguración en 1989 hasta el año 1995, donde comisarió las primeras exposiciones en España de reconocidos artistas como Lawrence Weiner, Rodney Graham, Sigmar Polke, Richard Long, John Cage, Bruce Nauman, Mario Merz y Jannis Kounellis, entre otros. 
En 1994 es nombrada directora del Centro Gallego de Arte Contemporáneo (CGAC, Santiago de Compostela), cargo que ejerció hasta 1998. Llevó a cabo la puesta en marcha de dicho centro y contribuyó a su reconocimiento internacional como referente de las tendencias artísticas contemporáneas. Allí organizó importantes exposiciones retrospectivas de Dan Graham, Vito Acconci, Medardo Rosso, Ana Mendieta, Félix González-Torres, Giovanni Anselmo y Christian Boltanski y proyectos específicos de Anish Kapoor y Juan Muñoz, entre otros. 
Una de las primeras mujeres directoras de museos españoles . 
Desde 1993 a 1997 fue miembro del comité asesor de la dirección del Museo Nacional Centro de Arte Reina Sofía de Madrid (MNCARS).
Del 2002 al 2008 fue miembro de la Comisión de valoración de proyectos urbanísticos del Ayuntamiento de Barcelona. 
Ejerció como Vicepresidenta Ejecutiva y Miembro del Consejo Directivo del Barcelona Institute of Architecture (BIArch) del año 2010 al 2012, donde también desarrolló su actividad docente. 
En el espacio público ha comisariado proyectos de carácter permanente como Configuraciones urbanas (1992) con obras de Lothar Baumgarten, Rebecca Horn, Jannis Kounellis, Mario Merz, Juan Muñoz, Jaume Plensa, Ulrich Rückriem, y James Turrell en el contexto de los Juegos Olímpicos de Barcelona y, posteriormente, Forum 2004, con obras de Cristina Iglesias, Tony Oursler y Eulàlia Valldosera para el área del Forum en Barcelona. 
Actualmente es editora asociada de Ediciones Polígrafa donde dirige la Colección 20/21,  una serie de monografías dedicadas a artistas contemporáneos, como Marcel Broodthaers, Gary Hill, Dan Graham, Jeff Wall, Robert Wilson y Sigmar Polke, entre otros.

## Libros publicados
- Marcel Broodthaers: Collected Writings, Ediciones Polígrafa, Barcelona, 2013.
- Dan Graham: Works and Collected Writings, Ediciones Polígrafa, Barcelona, 2009.
- Marcel Duchamp: Works, Writings, Interviews, Ediciones Polígrafa, Barcelona, 2009.
- Gordon Matta-Clark: Works and Collected Writings, Museo Nacional Centro de Arte Reina Sofía, Madrid; Ediciones Polígrafa, Barcelona, 2006.
- Sigmar Polke: Paintings, Photographs and Films, Ediciones Polígrafa, Barcelona, 2005.
- Fundació Espai Poblenou, Ajuntament de Barcelona; Ediciones Polígrafa, 2003.
- Tony Oursler, Ediciones Polígrafa, Barcelona, 2001.
- Jannis Kounellis: Works, Writings 1958-2000, Ediciones Polígrafa, 2001.
- Vito Acconci: Writings, Works, Projects, Ediciones Polígrafa, Barcelona, 2001.
- Richard Long, Spanish Stones, Ediciones Polígrafa, Barcelona, 1998.
- Antoni Tàpies, Objetos del Tiempo, Ediciones Polígrafa, Barcelona, 1994; Cercle d’Arts, París, 1995.
- Jannis Kounellis, Fundació Espai Poblenou, Barcelona; Ediciones Polígrafa, Barcelona; Editorial Rizzoli, Nueva York, 1990; Cercle d'Arts, París, 1991.
- Jan Dibbets, Fundació Espai Poblenou, Barcelona; Ediciones Polígrafa, Barcelona; Editorial Rizzoli, Nueva York, 1990.
- Marcel Duchamp, Ediciones Polígrafa, Barcelona, 1988; Thames and Hudson, Londres, 1988.